# USS Adder (SS-3)
L’USS Adder (SS-3) est le second sous-marin de classe Plunger de l'US Navy construit à partir de 1900 par Crescent Shipyard (en) à Elizabeth (New Jersey). Il est mis en service en 1903.

## Histoire
Après des essais au Naval Undersea Warfare Center à Newport, l'USS Adder est remorqué au chantier naval de Norfolk par le remorqueur USS Peoria, où il arrive le 4 décembre 1903. Son premier commandant est l'aspirant Frank L. Pinney.
En janvier 1904, le bateau est affecté à la flotte de réserve. Retiré du service le 26 juillet 1909, l'USS Ader est chargé sur le Charbonnier USS Caesar (en), afin d'être transporté aux Philippines, où il arrive le 1er octobre.
Réarmé le 10 février 1910, le navire est affecté à la 1re Division de sous-marins (1st Submarine Division), dans l'United States Asiatic Fleet. Pendant près d'une décennie, le sous-marin opère depuis Cavite et Olongapo, principalement pour la formation des personnels, et effectue un certain nombre d'expérimentations[Lesquelles ?]. Il est rebaptisé A-2 le 17 novembre 1911.
Durant de la Première Guerre mondiale, il effectue des patrouilles au large de la baie de Manille, et autour de l'Île de Corregidor.
Désarmé le 12 décembre 1919, A-2 (on ne lui attribue le numéro de coque alphanumérique SS-3 que le 17 juillet 1920) est utilisé comme cible le 24 septembre 1920. Il est retiré du Naval Vessel Register le 16 janvier 1922.